# V446 Herculis
V446 Herculis a explodat in 1960 in constelatia Hercules cu o magnitudine aparentă de 2.8.

## Coordonate delimitative
Ascensie dreaptă: 18h 57m 21s.51
Declinație:  +13° 14' 27".3